# Tercio

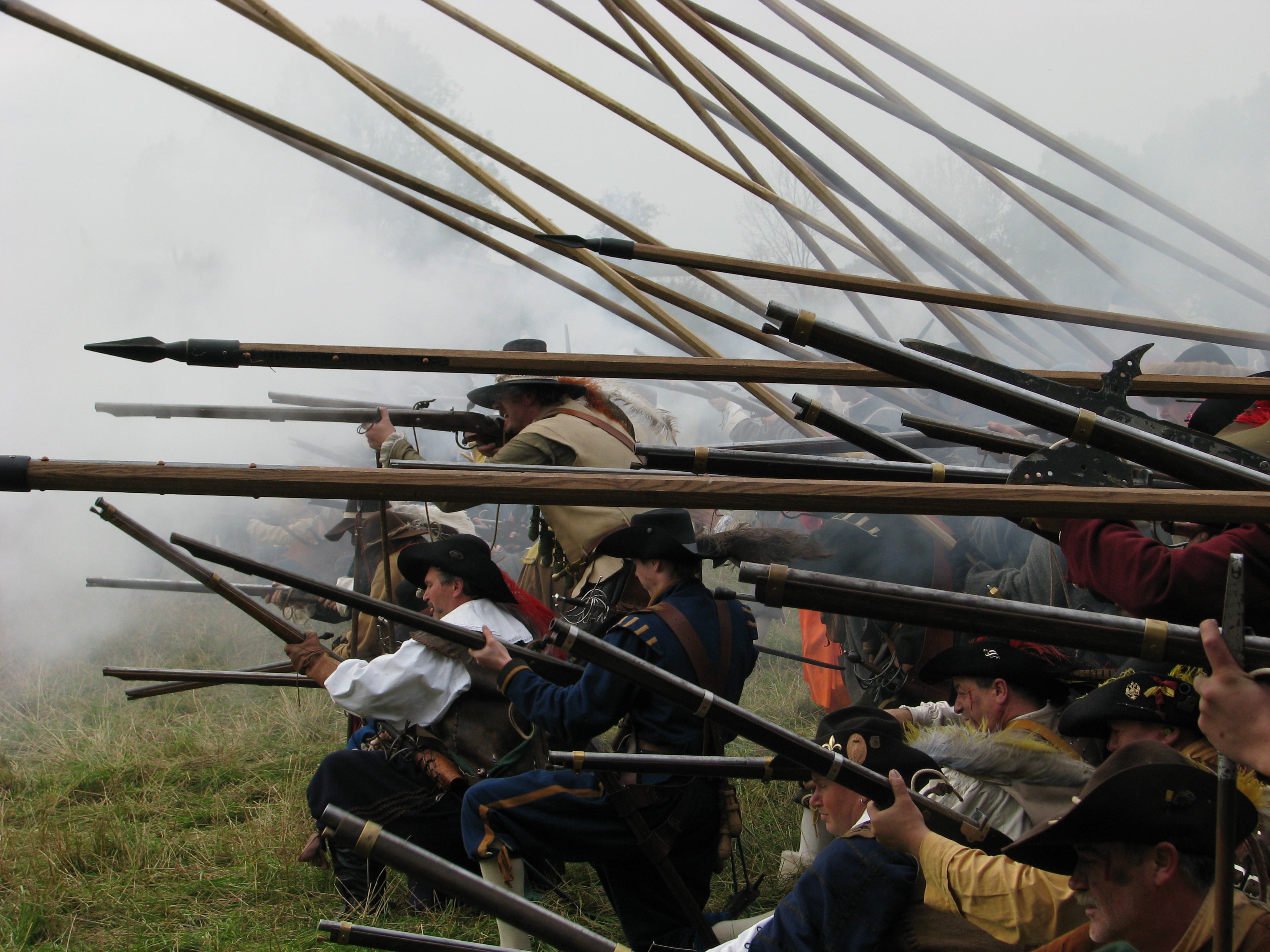
En spansk tercio i strid (historiskt återskapande).

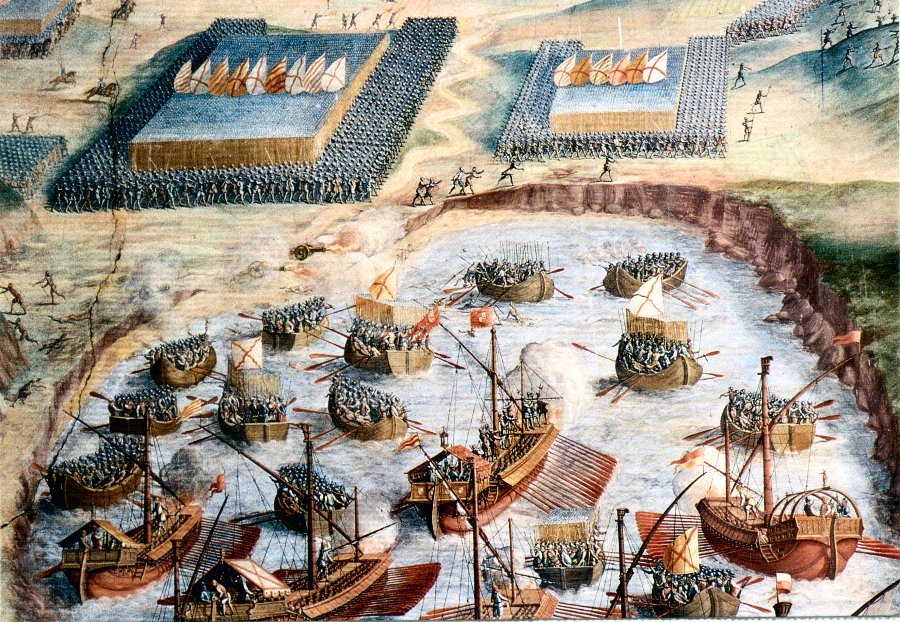
En stridsgrupperad tercio 1583.

Tercio är en militär formation som utvecklades av den spanska militären under de italienska krigen (1494-1559). Tercio är också namnet på den förbandstyp som först tillämpade tercioformeringen. Förbandstypen avskaffades 1704, då det spanska infanteriet indelades i regementen.

## Taktik

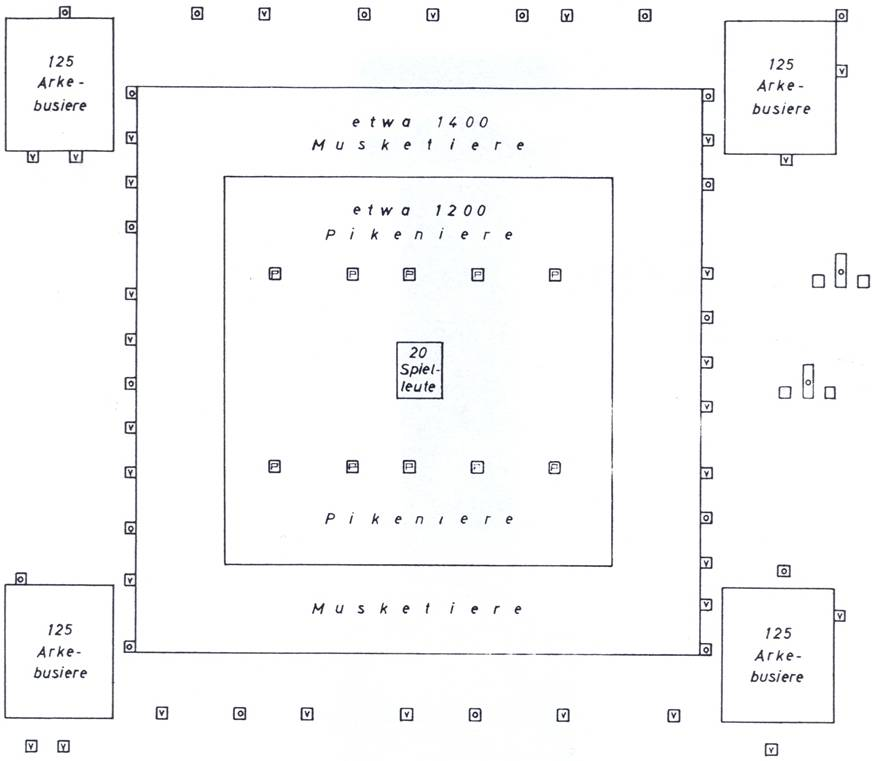
Schematisk framställning av en stridsgrupperad tercio.

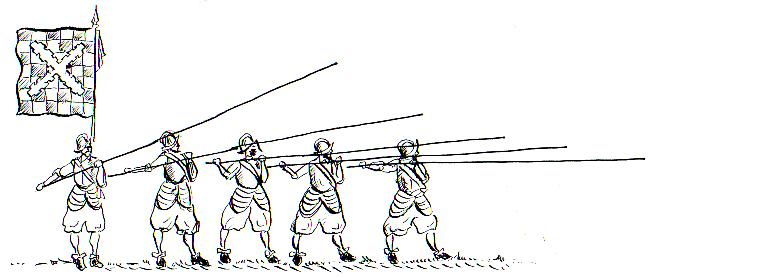
Schematisk framställning av pikenerarnas stridsteknik.

1534 hade de spanska arméerna indelats i förband om 3000 man (också kallade Tercios), som bestod av 1500 pikenerare, 1000 man beväpnade med kortsvärd, bucklare och kastspjut samt 500 man beväpnade med arkebuser (senare musköter). Under strid grupperades pikenerarna i fyrkanter med svärdsmännen i mitten, medan arkebuseskyttarna ställdes upp mellan fyrkanterna. Pikenerarna skyddade mot fientligt kavalleri, medan arkebusernas eld hade längre räckvidd än fientliga pikenerare. Svärdsmännen kunde ta sig an fientliga pikenerare som behövde båda händer för att hantera sitt vapen och som därför var mer eller mindre försvarslösa mot dem. Tercios ställdes i sin tur upp i draktandsformering så att anfallade trupper kunde utsättas för korseld från tre håll om de gick in emellan "tänderna".
Tercion började ersättas av mer linjära formationer av den sort som utvecklades av Nederländerna och den svenske fältherren Gustav II Adolf under 1600-talet; formationer som förlitade sig på att sätta in mer handeldvapen mot fienden. Tercios tog intryck av denna utveckling (svärdsmännen försvann och andelen handeldvapen ökade med tiden) och grupperingen utvecklades från den klassiska tercion till vad som närmast var lineartaktik och förbandstypen avskaffades slutligen 1704, då det spanska infanteriet istället indelades i regementen.

## Organisation

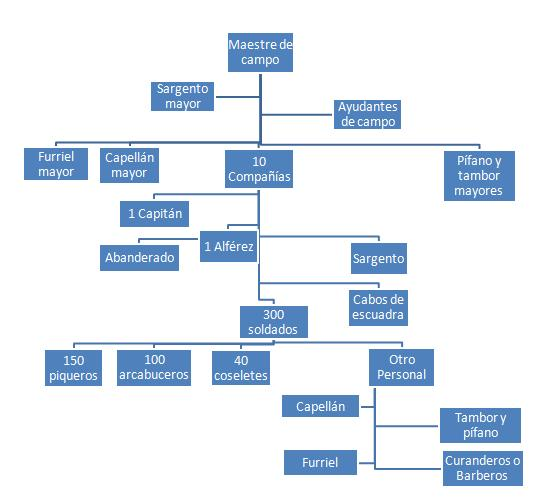
En tercios grundorganisation.

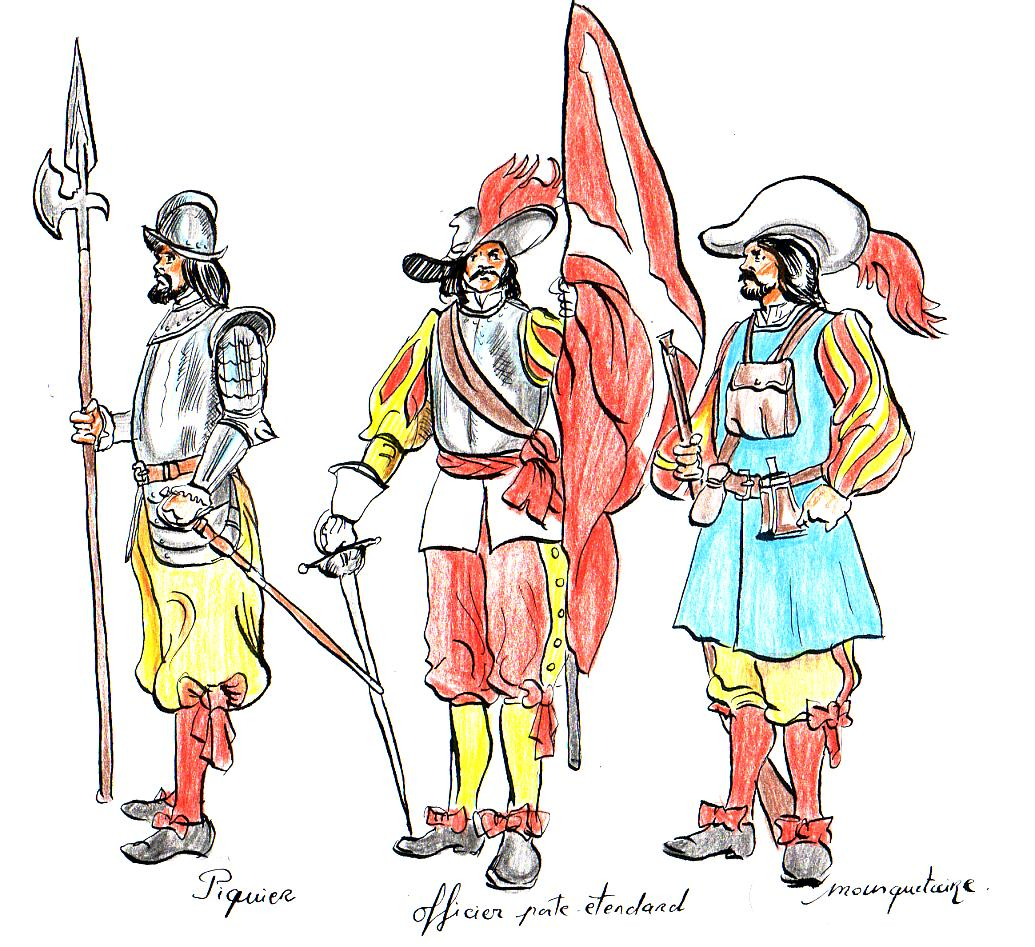
Hillebardiär, fänrik och arkebusiär 1650.

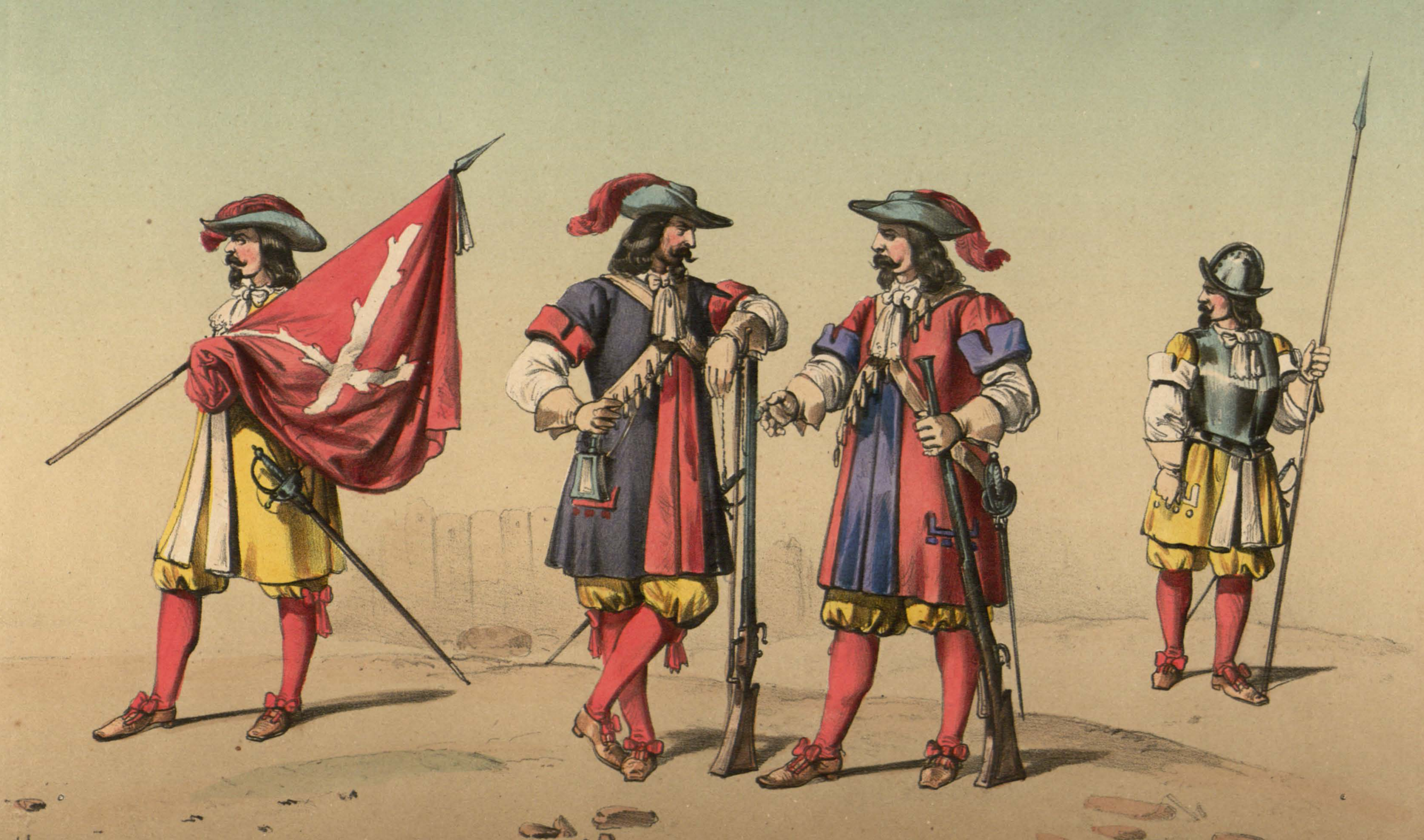
Fanförare, musketerare, arkebusiär och pikenerare vid mitten av sextonhundratalet.

### Staben
- Maestre de Campo - överste och chef
- Sargento Mayor - övervaktmästaren (majoren) hade tre huvuduppgifter: (1) inkvartering (2) trupprörelser (3) gruppering på slagfältet.
- Furriel mayor - överkvartermästaren ansvarade för materiel och förnödenheter, inkvarteringens detaljer samt redovisning.
- Capellán mayor - pastor
- Pifano mayor - överpipare
- Tambor mayor - övertrumslagaren lydde under övervaktmästaren och ansvarade för trumslagarnas övning.

### Kompanierna
En tercio bestod av 10 kompanier vilka närmast motsvarade en fänika. I varje kompani fanns det:
- 1 Capitán - kapten
- 1 Alferez - fänriken var fanförare och ställföreträdande kompanichef.
- 1 Abanderado - föraren var biträdande fanförare.
- 1 Sargento - sergeanten ansvarade för kompaniets disciplin, inkvartering och stridsgruppering.
- 1 Cappelán - predikant
- 1 Furriel - furiren var kompanikvartermästare.
- Tambor - trumslagare
- Pifano - pipare
- Barberos - bardskärare
- Cabos de escuadra - korpralerna kommenderade rotar om 25 man.
- 150 piqueros - pikenerare
- 100 arcabuceros - arkebusiärer
- 40 coseletes - bucklare

## Arvet från tercios

### Spanska inbördeskriget
Under det spanska inbördeskriget var Tercios de requetés benämningen på carlisternas väpnade styrkor.

### Spanska främlingslegionen
I den spanska främlingslegionen används tercio som traditionsbenämning på vad som i andra förband skulle kallas för regemente.

### Spanska marinfanteriet
Även i det spanska marininfanteriet används begreppet "tercio" som namn på förband av regementsstorlek.

## Fanor

Kompanifana för Tercio Viejo de Nápoles (1536)
Kompanifana för Tercio de la Liga (1571).
Kompanifana för Tercio de Spinola (1621).
Kompanifana för Tercio de Alburquerque (1643).
Kompanifana för Tercio Fijo del Principado de Asturias (1663).
Kompanifana för Tercio Morados Viejos (1670).
Kompanifana för Tercio Amarillos Viejos (1680).
Fana för tercios de requetés under det spanska inbördeskriget.